# 伊勢津彦
伊勢津彦神（いせつひこのかみ）は、日本神話に登場する神。

## 概要
『伊勢国風土記』逸文では伊勢津彦神、伊勢都彦命、出雲建子命（いずもたけこのみこと）、天櫛玉命（あまのくしたまのみこと）、櫛玉命（くしたまのみこと）、『播磨国風土記』では伊勢都比古命、『住吉大社神代記』では伊勢川叱古命と記される。
複数の名称を持つが、逸文一説内の記述である（国号由来とは別の地名由来が語られている）ため、本項では国号由来となった「伊勢津彦神」の神名で統一する（#系譜と別伝も参照）。
『伊勢国風土記』では国津神とされ、記述などから風の神とされる。
『新撰姓氏録』では櫛玉命、天櫛玉命の名で登場し、高御魂命（高魂命）の子とされる。
『先代旧事本紀』天神本紀では天櫛玉命の名で登場し、饒速日命の防衛（ふせぎまもり）として随伴して天降った三十二人のうちの一柱とされ、鴨県主らの祖とされる。

## 伊勢国号由来となった神名
『伊勢国風土記』逸文によれば、伊勢津彦神は大和の神武天皇によって派遣された天日別命に国土を渡すよう要求されたが、長く先住していたことを理由に断っていた。しかし、最終的に天日別命が攻勢の準備を整えると、これを恐れた伊勢津彦神は東方へ避退する旨を天日別命に伝えた。すると天日別命に「伊勢を去ることをどのように証明するのか」と問われたため、伊勢津彦神は「強風を起こしながら波に乗って東方へ去って行く」ことを誓い、夜の内に東方へと去って行った。のちに天皇の詔りによって国津神の神名を取って、伊勢国としたと記述される。なお後世の加筆で、追われた後、別の地の神社で祀られたことや信濃国に鎮座したことが記述される。逸文の一説では、別の地名由来が記述されている（後述の#系譜を参照）。

## 別伝
逸文内一説の記述によれば、出雲神の子である出雲建子命の別名が伊勢都彦命（伊勢津彦神）であり、またの名を天櫛玉命（櫛玉命）というと記しており、「伊勢」の由来についても、国号由来とは異なる記述が成されている。
それによれば、命は伊賀国穴石神社（現三重県阿山郡）に石をもって城（き）を造っていたが、阿倍志彦の神（あへしひこ-。『延喜式神名帳』内の伊賀国阿倍郡の敢国神（あへのくにつかみ。敢国神社の祭神。伊賀国の式内社一覧も参照。）と見られる）が城を奪いに来るも、勝てずして帰ったため、それに（石城（いしき、いわき）の音が訛って）由来して「伊勢」という名が生まれたと記す。
『住吉大社神代記』によれば、大田田命の子・神田田命の子・神背都比古命は、天賣移乃命の子・富止比女乃命を娶り、伊勢川叱古乃命を生み、伊勢玉移比古女乃命を娶り坐し、伊西国（伊勢国）舩木に住んだという。

## 考証
本居宣長は『古事記伝』で伊勢津彦神は建御名方神の別名であるとし、神武天皇の時代とする記述は後世の誤伝であるとする説を唱えている。これは天津神に反抗するも勝てず東国へ逃亡する姿が似ていることから来る説である。一方、伴信友は『倭姫命世記考』で、伊勢津彦神はもともと出雲神で伊勢を支配しており、建御名方神は一旦伊勢津彦神を頼って伊勢に逃れ、その後に信濃に去っため、伊勢津彦神もその後に信濃に逃げたとする説を唱えている。ここでは建御名方神と伊勢津彦神を別神としている。

また、宝賀寿男は、伊勢津彦に関する記述から、建御名方神とは本来は別神であり、神武天皇の東征によって故国を追われたことから混同されたものと独自の説を示した。同説では、その他別名（櫛玉命）や世代関係（神武一世代前）など諸要素からも伊勢津彦神こそ邇芸速日命と同神とされ、東国へ逃亡したのは実際は伊勢津彦神の子に当たる神狭命とした。

## 祀る神社
- 伊豆毛神社（長野県長野市）現在は祀られていないが、諸説ある祭神の一つ
- 風間神社（長野県長野市風間）
- 都美恵神社（三重県伊賀市柘植町）